# Tour of Qatar
Tour of Qatar (pol. Wyścig dookoła Kataru) – wyścig kolarski rozgrywany w latach 2002–2016, w Katarze. Impreza odbywała się co roku w lutym. Do 2016 wyścig należał do cyklu UCI Asia Tour (kat. 2.HC). Z początkiem sezonu 2017 został włączony do kategorii najważniejszych wyścigów kolarskich – UCI World Tour, jednak ostatecznie nie odbył się z powodu braku sponsorów.
Rekordzistą pod względem zwycięstw w klasyfikacji generalnej jest Belg Tom Boonen, który triumfował czterokrotnie.

## Lista zwycięzców
| Rok  | Pierwsze           | Drugie             | Trzecie             |
| ---- | ------------------ | ------------------ | ------------------- |
| 2002 | Thorsten Wilhelms  | Damien Nazon       | Rudie Kemna         |
| 2003 | Alberto Loddo      | Olaf Pollack       | Ján Svorada         |
| 2004 | Robert Hunter      | Robbie McEwen      | Tom Boonen          |
| 2005 | Lars Michaelsen    | Matti Breschel     | Fabrizio Guidi      |
| 2006 | Tom Boonen         | Erik Zabel         | Aurélien Clerc      |
| 2007 | Wilfried Cretskens | Tom Boonen         | Steven De Jongh     |
| 2008 | Tom Boonen         | Steven De Jongh    | Greg Van Avermaet   |
| 2009 | Tom Boonen         | Heinrich Haussler  | Roger Hammond       |
| 2010 | Wouter Mol         | Geert Steurs       | Tom Boonen          |
| 2011 | Mark Renshaw       | Heinrich Haussler  | Daniele Bennati     |
| 2012 | Tom Boonen         | Tyler Farrar       | Juan Antonio Flecha |
| 2013 | Mark Cavendish     | Brent Bookwalter   | Taylor Phinney      |
| 2014 | Niki Terpstra      | Tom Boonen         | Jürgen Roelandts    |
| 2015 | Niki Terpstra      | Maciej Bodnar      | Alexander Kristoff  |
| 2016 | Mark Cavendish     | Alexander Kristoff | Greg Van Avermaet   |